# Edradour
60°56′05″ пн. ш. 2°13′51″ зх. д. / 60.934722° пн. ш. 2.230833° зх. д.
Edradour — британське офшорне газоконденсатне родовище, розташоване в Атлантичному океані за 56 км на північний захід від Шетландських островів.

## Характеристика
Edradour виявили у 2011 році в районі з глибиною моря 295 метрів внаслідок спорудження буровим судном Sedco 714 розвідувальної свердловини 206/4-2. На тестуванні вона показала результат у 1 млн м3 газу, 570 барелів конденсату та 195 барелів води на добу. Вуглеводні виявили на глибині 3420 метрів під морським дном у пісковиках крейдового періоду.
За проектом розробка Edradour здійснюється з використанням всього однієї свердловини — зазначеної вище розвідувальної, в яку опустили відповідну компоновку. Її продукція через підводний маніфольд потрапляє до трубопроводу довжиною 17 км та діаметром 300 мм, котрий завершується у кінцевому маніфольді (pipeline end manifold, PLEM). Останній забезпечує врізку до системи, що обслуговує родовища Лагган і Тормор. При цьому від PLEM до маніфольду Edradour в зворотньому напрямку прокладено ще один трубопровід діаметром 150 мм, який здійснює подачу необхідного для попередження гідратоутворення моноетиленгліколю. Допоміжна комунікація (umbilical), призначена для подачі електроенергії, передачі команд та гідравлічних зусиль, прямує до Edradour з родовища Лагган.
Управління ходом видобутку здійснюється дистанційно з Шетландського газопереробного заводу в Sullom Voe, куди у підсумку надходить продукція зазначеної системи родовищ (та звідки починається трубопровід для моноетиленгліколю). Від ГПЗ підготований газ, з якого вилучили конденсат, потрапляє до газопроводу SIRGE.
Варто відзначити, що розробка Edradour відбувається за єдиним планом з освоєнням розташованого північніше родовища Гленлівет. Зокрема, їх живить один і той же трубопровід для моноетиленгликолю, котрий після відгалуження до маніфольду Edradour прямує ще 18 км до Гленлівет. Крім того, від маніфольду Edradour до аналогічного пристрою Гленлівет прокладена допоміжна комунікація (umbilical). В той же час, видача продукції Гленлівет здійснюється через власний газопровід, який під'єднується до системи Лагган-Тормор через той же PLEM, що й експортний газопровід Edradour.
Спуск до свердловини необхідного компонування виконало бурове судно West Phoenix, а Deep Energy та Skandi Africa задіяли для прокладання жорстких та гнучких трубопроводів. Також до робіт залучили глибоководне судно водолазної підтримки Deep Explorer, яке провадило обв'язку маніфольдів, та каменеукладальне судно Nordnes.
Видобуток на Edradour стартував у серпні 2017-го, на кілька місяців раніше за плановий термін. Його початковий рівень очікується у розмірі 3,3 млн м3 на добу.
За проектом розробки Гленлівет та Edradour їх спільні видобувні запаси на момент початку видобутку визначені як 65 млн барелів нафтового еквівалента (для «сухого» газу це б склало біля 10 млрд м3), з яких абсолютна більшість відноситься до газу (для Edradour на 1 тисячу м3 газу припадає лише 0,4 бареля конденсату).
Розробку родовища, розраховану на період у 15 років, здійснює консорціум у складі енергетичного гіганту Total (75 %, оператор) та компанії DONG (25 %).